# ملمع الأحذية

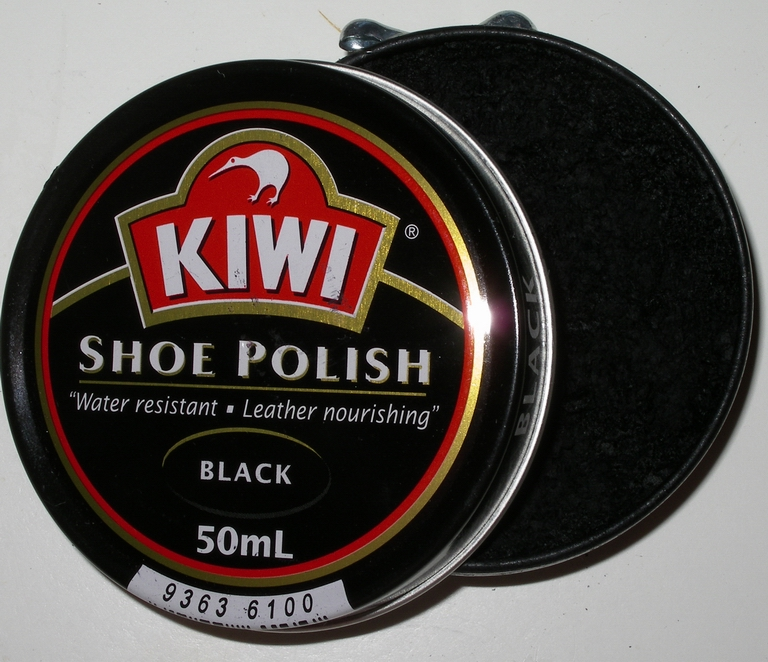
علبة تلميع أحذية مفتوحة بآلية فتح مثبتة على الجانب مرئية في الجزء العلوي من الصورة

ملمع الأحذية أو ورنيش الأحذية (بالإنجليزية: Shoe polish)‏ هو مادة شمعية تكون أحياناً في صورة كريم أو ربما في صورة سائل وفي كلا الحالتين تكون مقاومة للماء، وتستخدم في تلميع الأحذية والجلود بشكل عام والهدف الأساسي من استخدامها هو أنها مفيدة جداً في إعادة الرونق واللمعان لمظهر الحذاء بعد استخدامها وتحسن من مظهر الجلود بصفة عامة كما تستخدم أيضاً في الحفاظ على الجلود والأحذية معاً من التلف. تشتمل معظم ملمعات الأحذية على المذيبات والشموع والملونات.

## أنواع ورنيش الأحذية
يمكن تصنيف ملمع الأحذية إلى ثلاثة أنواع: الشمع، والمستحلب الكريمي، والسائل. يختلف كل منها في التركيب التفصيلي ولكن جميعها تتكون من خليط من الشموع والمذيبات والأصباغ.

### ورنيش الأحذية المصنوع من الشمع

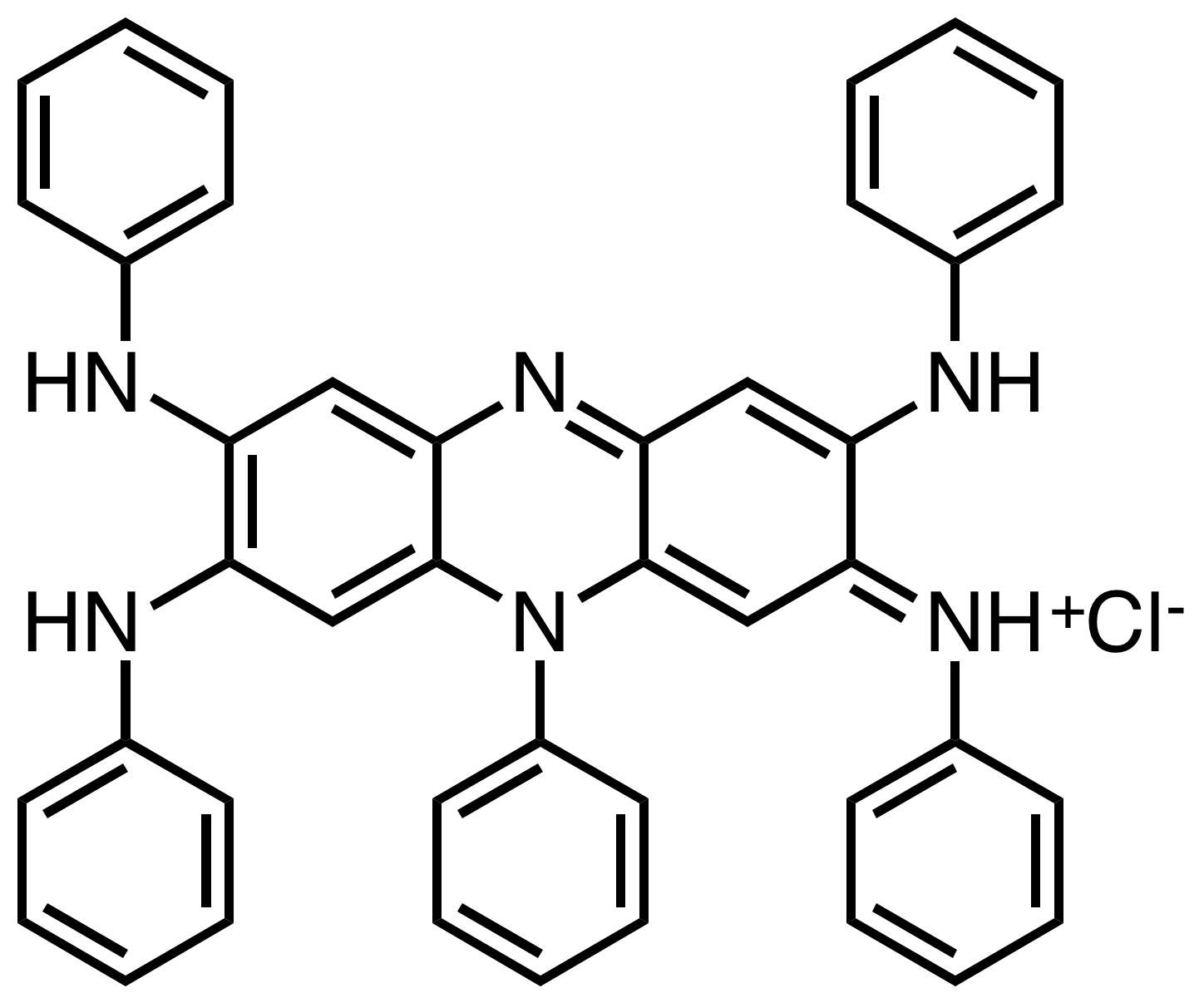
Nigrosin هو صبغة شائعة في ملمع الأحذية السوداء.

تشكل الشموع والمذيبات العضوية والأصباغ هذا النوع من الورنيش بحيث يشكل الشمع 20-40٪ من مجمل مادة الورنيش. وتشمل الشموع الطبيعية كرنوبا وmontan وكذلك الشموع الاصطناعية. فتحدد التركيبة خصائص الصلابة والتلميع بعد تبخر المذيب. ثم يتم اختيار المذيبات لتتناسب مع الشمع. حوالي 70٪ من ورنيش الأحذية تكون من المذيبات. تستخدم مجموعة متنوعة من المذيبات بما في ذلك النافتا، وعلى الرغم من أن زيت التربنتين أكثر تكلفة، إلا أنه مفضل لرائحته «لرائحة ورنيش الأحذية». وتشكل الأصباغ آخر 2-3٪ من مادة الورنيش، بحيث تكون الصبغة التقليدية هي nigrosine، لكن الأصباغ الأخرى (بما في ذلك azo dyes) تستخدم في الورنيش بلون كوردوفان وفي الورنيش باللون البني.
ونظرًا لاحتوائه على نسبة عالية من المذيبات المتطايرة، فإن ملمع الأحذية المصنوع من الشمع يتماسك قوامه بينما يباع ملمع الأحذية السائل في زجاجة بلاستيكية قابلة للعصر، مع قضيب إسفنجي صغير في نهايتها. ولتقليل اللزوجة، عادةً ما يحتوي الملمع المعبأ في زجاجات على محتوى شمع منخفض جدًا.
سائل ملمع الأحذية خليط معقد. يعد مستحلب شمع البولي إيثيلين مكونًا رئيسيًا فيه كذلك البوليمرات المختلفة اما المكون الرئيسي التالي فيكون من المواد التي تمنح اللمعان وتثبت الأصباغ في الورنيش، كما يتم اختيار الراتنجات والكازين لضمان الالتصاق بالجلد. وتستخدم استرات الفوسفات الدهنية والمستحلبات والجلسرين.
تشمل الأصباغ ثاني أكسيد التيتانيوم للورنيش الأبيض وأكاسيد الحديد للورنيش البني. على الرغم من أن التلميع السائل يمكن أن يضفي لمعانًا سريعًا على الأحذية، إلا أن العديد من الخبراء يحذرون من استخدامه على المدى الطويل لأنه قد يسبب في جفاف الجلد وتشققه على المدى الطويل من تطبيق الورنيش حتى وإن احتفظ الجلد بلمعانه. ومن المعروف أن أنواع الورنيش الممزوجة بشكل سيئ سوف تظهر حالة من التفتح، كما سيتضح عند تطبيقها ظهور صبغ أبيض من الإستيارين على سطح الورنيش.

### ورنيش الأحذية الكريمي المستحلب
قد يكون لهذه الأنواع من الورنيش قوام هلامي لأنها تتكون من المكونات الثلاثة المعتادة: الشمع، المذيبات، والأصباغ. على عكس ملمعات الأحذية التي تحتوي على الشمع، تحتوي المستحلبات الكريمية على ماء و/ أو زيت بالإضافة إلى مذيب (إما نفثا أو زيت التربنتين أو محلول داستارد)، وبالتالي فإن المحتوى السائل مرتفع. كذلك المستحلبات وتشمل الأمونيا والمورفين والبوليمرات مثل بولي سوربات 80.وغالبا يدخل في تكونها أيضاً مزيج من شمع الخارنوبا، شمع العسل، شمع مونتان ومشتقاته المؤكسدة، وشمع البرافين.

### ورنيش الأحذية السائل
يباع ملمع الأحذية السائل في زجاجة بلاستيكية قابلة للعصر، مع قضيب إسفنجي صغير في النهاية، ولتقليل اللزوجة، عادةً ما يحتوي الملمع المعبأ في زجاجات على محتوى شمع منخفض جدًا.
سائل ملمع الأحذية خليط معقد. يعد مستحلب شمع البولي ايثيلين مكونًا رئيسيًا. البوليمرات المختلفة أولاً ثم الاستريدات، هي المكون الرئيسي التالي، والتي تمنح اللمعان وتثبت الأصباغ في التعليق. يتم اختيار الراتنجات والكازين لضمان الالتصاق بالجلد. كما تستخدم استرات الفوسفات الدهنية والمستحلبات والجلسرين. تشمل الأصباغ ثاني أكسيد التيتانيوم للورنيش فاتح اللون كالأبيض وأكاسيد الحديد للورنيش غامق اللون كالأسود والبني الداكن. على الرغم من أن التلميع السائل يمكن أن يضفي لمعانًا سريعًا على الأحذية، إلا أن العديد من الخبراء يحذرون من استخدامه على المدى الطويل لأنه قد يتسبب في جفاف الجلد وتشققه.

## صناعة ورنيش الأحذية

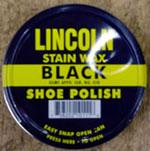
علبة 2 أونصة من ملمع أحذية لينكولن

تعتبر عملية إنتاج ملمع الأحذية عملية سهلة ومن السهل نسبيًا الحصول على المعدات المطلوبة. قدرت تكلفة إنشاء مرافق تصنيع ملمع الأحذية بحوالي 600000 دولار (اعتبارًا من 2005).

## التاريخ

### قبل القرن العشرين

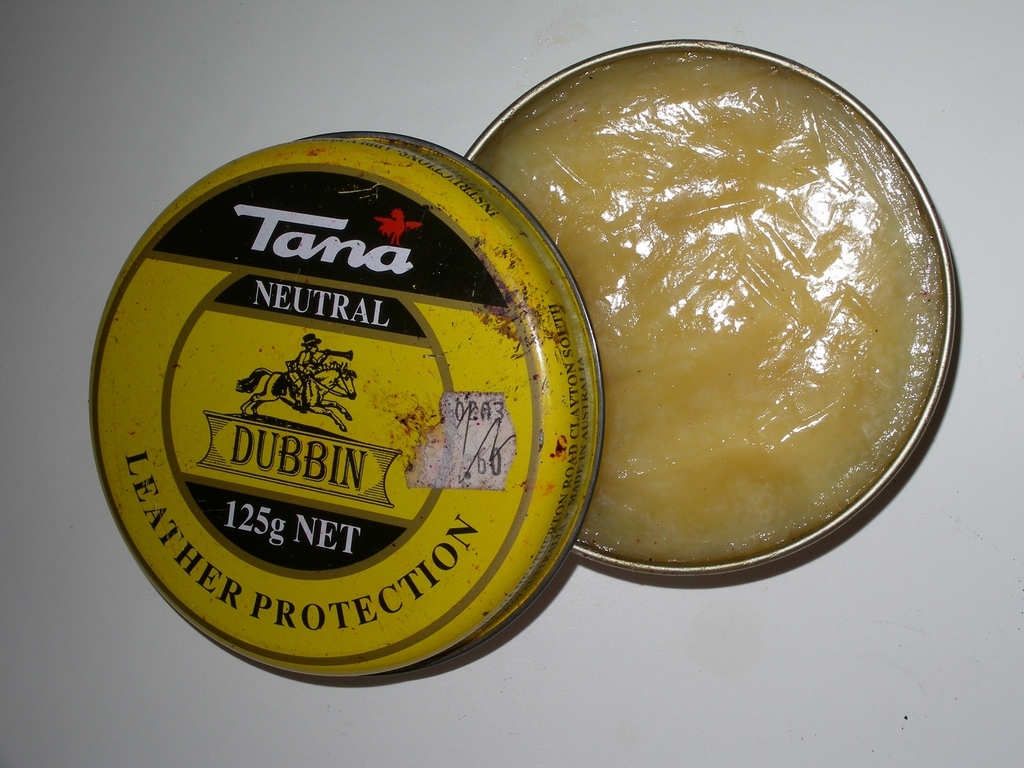
علبة دوبين مفتوحة

منذ العصور الوسطى، كان dubbin، وهو منتج شمعي، يستخدم لتنعيم الجلد ويشتهر بمقاومته للماء؛ لكنه افتقر إلى إضفاء اللمعان. تم صنعه من الشمع الطبيعي والزيت ورماد الصودا والشحم. نظرًا لأن الجلد ذو القشرة الطبيعية العالية أصبح شائعًا في القرن الثامن عشر، فقد أصبح الطلاء شديد اللمعان مهمًا، خاصة على الأحذية والجلود بشكل عام. في معظم الحالات، تم استخدام مواد التلميع محلية الصنع لتوفير هذه اللمسة النهائية، وغالبًا تكون باستخدام اللانولين أو شمع العسل كقاعدة.
في أواخر 18 وأوائل القرن 19 أشكالا عديدة من تلميع الأحذية أصبحت متاحة، ولكن نادرا ما يشار إلى تلميع الأحذية أو تلميع الحذاء. بدلاً من ذلك، غالبًا ما كان يطلق عليهم السواد، خاصةً عند خلطهم مع السناج، أو لا يزال يشار إليهم باسم "dubbin".
الشحم، وهو منتج ثانوي حيواني، كان يستخدم في تصنيع شكل بسيط من ملمع الأحذية في ذاك الوقت. ثم أصبحت شيكاغو، حيث تمت معالجة 82 ٪ من اللحوم المصنعة المستهلكة في الولايات المتحدة في ساحات المخزون، منطقة رئيسية لإنتاج ملمعات الأحذية.
في لندن، بدأ الأخوان وارين، توماس وجوناثان، في صنع اللون الأسود حوالي 1795-98، في البداية بالشراكة ثم مع الشركات المنافسة. لوحظ أن شركة جوناثان وارن بلاكينج هي أول رب عمل للشباب تشارلز ديكنز والبالغ من العمر 12 عامًا في عام 1823. المنافس لشركات Warren في لندن هي شركة Day & Martin التي تأسست عام 1801.
تكشف تفاصيل عملية Day & Martin في عام 1842 أن اللون الأسود الذي أنتجوه كان في شكلين، الأول كان سائل معبأ في زجاجات، والثاني معجون سميك كان متاحًا إما في أحواض حجرية صغيرة واسعة الفوهة، أو ألواح ملفوفة بورق مزيت، أو في «علب دائرية من الصفيح، قطرها حوالي ثلاث بوصات، وسمك نصف أو ثلاثة أرباع بوصة». كان معجون الأسود المعلب في هذا الوقت للاستخدام العسكري حصريًا. ينص النص على أنه «مع ذلك، بما أن حذاء أو حذاء الجندي يجب أن يحاكي إلى حد ما سطوع وبريق أحذية أولئك الذين يدفعون ثمن المعارك بدلاً من قتالهم».
في عام 1832، بدأ جيمس إس ماسون من فيلادلفيا الإنتاج التجاري لسواد الأحذية والأحبار. في عام 1851، شيدت شركة James S. Mason & Co. مبنى في 138/140 Front St. حيث تم في النهاية إنتاج عشرة ملايين صندوق سنويًا، لحمل علب سوداء من إنتاج مائتي موظف. في وقت لاحق، تم تصنيف علب السواد على أنها ملمع الأحذية Mason. توقفت هذه الأعمال التجارية في عام 1919 وهُدم المبنى في عام 1973.
من بين المنتجات المبكرة الأخرى لحفظ الجلود العلامة التجارية الأيرلندية Punch، التي تم تصنيعها لأول مرة في عام 1851. في عام 1889، بدأ رجل إنجليزي اسمه ويليام إدوارد ورين في صنع ملمعات الأحذية والدوبن تحت الاسم التجاري Wren's. في غضون 3 سنوات فقط، فاز بجائزة «الأول في الميدان - الجائزة الأولى لمعرض تجارة الجلود 1892» التي منحها معرض تجارة الجلود الذي أقيم في نورثهامبتون، مركز صناعة الأحذية في بريطانيا. هذا يدل على أهمية ومكانة المعرض في التجارة وكان اعترافًا بجودة Wren. في عام 1890، أسس الأخوان كرونر EOS، وهو مصنع لتلميع الأحذية في برلين، كان يخدم الجيش البروسي. تم إغلاقه أخيرًا في عام 1934 عندما منع النازيون اليهود من إدارة الأعمال التجارية. تم طرح العلامة التجارية الألمانية Erdal للبيع في عام 1901.
قبل عام 1906، لم يكن ملمع الأحذية معروفًا جيدًا كمنتج يمكن شراؤه، ولم يكن معقدًا بشكل خاص. في حين أن المبيعات لم تكن عالية بشكل خاص، إلا أن بعض العلامات التجارية، مثل Nugget، كانت متوفرة في المملكة المتحدة خلال القرن التاسع عشر. بدأت ممارسة تلميع أحذية الناس تدريجيًا وسرعان ما كان العديد من الأولاد الذين تلميع الأحذية في شوارع المدينة يقدمون تلميع الأحذية باستخدام شكل أساسي من ملمع الأحذية جنبًا إلى جنب مع قماش تلميع.

### الورنيش الحديث
كان أول ملمع أحذية يشبه الأصناف الحديثة (التي تهدف في المقام الأول إلى إحداث لمعان) هو العلامات التجارية البريطانية والكومنولث البريطانية مثل Cherry Blossom وKiwi وWren. زعم إعلان نُشر في مارس 1947 من قبل Wren أن ويليام ورين هو من أنشأ أول ملمع للشمع في عام 1889. وبما أن الإعلان تمت الموافقة عليه من خلال أمر ملكي، فسيتم اعتبار مطالبته جديرة بالتصديق. ومع ذلك، كانت العلامة التجارية الأكثر شهرة هي الكيوي.
بدأ المغتربون الاسكتلنديون ويليام رامزي وهاملتون ماكيلان في صنع «تلميع الأحذية» في مصنع صغير عام 1904 في ملبورن، أستراليا. كانت تركيبتهم بمثابة تحسن كبير عن العلامات التجارية السابقة. احتفظت بجلد الحذاء، وجعلته لامعًا، واستعاد لونه بحلول الوقت الذي تم فيه إطلاق Kiwi Dark Tan في عام 1908، تم دمج عوامل أضافت ليونة ومقاومة للماء. أصبح اللون الأسود ومجموعة من الألوان متاحًا، وبدأت الصادرات إلى بريطانيا وأوروبا القارية ونيوزيلندا، على الرغم من أن الورنيش يصنع الآن في الشرق الأقصى. كانت شركة Kiwi مملوكة سابقًا لشركة Sara Lee Corporation منذ عام 1984، وتم بيعها في عام 2011 لشركة SC Johnson.
أطلق رامزي على ملمع الأحذية اسم الكيوي، الطائر الوطني لنيوزيلندا. كانت زوجة رامزي، آني إليزابيث ميك رامزي، من مواليد أومارو بنيوزيلندا. لقد تم اقتراح أنه في وقت كانت فيه العديد من الرموز مرتبطة بشكل ضعيف بنيوزيلندا، أدى الانتشار النهائي لورنيش أحذية الكيوي في جميع أنحاء العالم إلى تعزيز جاذبية الكيوي الشعبية والترويج لها على حساب الآخرين.
كانت العلامة التجارية المنافسة في السنوات الأولى هي Cobra Boot Polish ومقرها سيدني. تمت الإشارة إلى كوبرا لسلسلة من إعلانات الرسوم المتحركة في نشرة سيدني، ابتداءً من عام 1909، باستخدام شخصية تسمى "Chunder Loo of Akim Foo". Chunder هي كلمة عامية أسترالية للقيء، وربما نشأت من خلال القافية العامية Chunder Loo وspew (كلمة عامية أخرى للقيء).

### زيادة شعبية ورنيش الأحذية
في نهاية القرن التاسع عشر، أصبحت الأحذية والأحذية الجلدية في متناول الجماهير، ومع اندلاع الحرب العالمية الأولى في عام 1914، أدى الطلب على أعداد كبيرة من أحذية الجيش المصقولة إلى الحاجة في السوق لمنتج من شأنه أن تسمح بتلميع الأحذية بسرعة وكفاءة وسهولة. تم استخدام الملمع أيضًا لتلميع الأحزمة الجلدية وحافظات المسدس وحامل الحصان. أدى هذا الطلب إلى زيادة سريعة في مبيعات تلميع الأحذية والأحذية. انتشرت شعبية ملمع أحذية كيوي في جميع أنحاء الكومنولث البريطاني والولايات المتحدة. بدأت العلامات التجارية المنافسة في الظهور، بما في ذلك Shinola and Cavalier (الولايات المتحدة)، Cherry Blossom (المملكة المتحدة)، Parwa (الهند)، Jean Bart (فرنسا)، وغيرها الكثير. أصبح الإعلان أكثر بروزًا؛ استخدمت العديد من ماركات تلميع الأحذية شخصيات خيالية أو شخصيات تاريخية لنشر الوعي بمنتجاتها. في الفيلم الوثائقي الألماني لعام 1927 برلين: سيمفونية متروبوليس، يركز مشهد على تلميع الأحذية باستخدام ورنيش اسمه نيجرين يرتدي وجه شخص أسود.

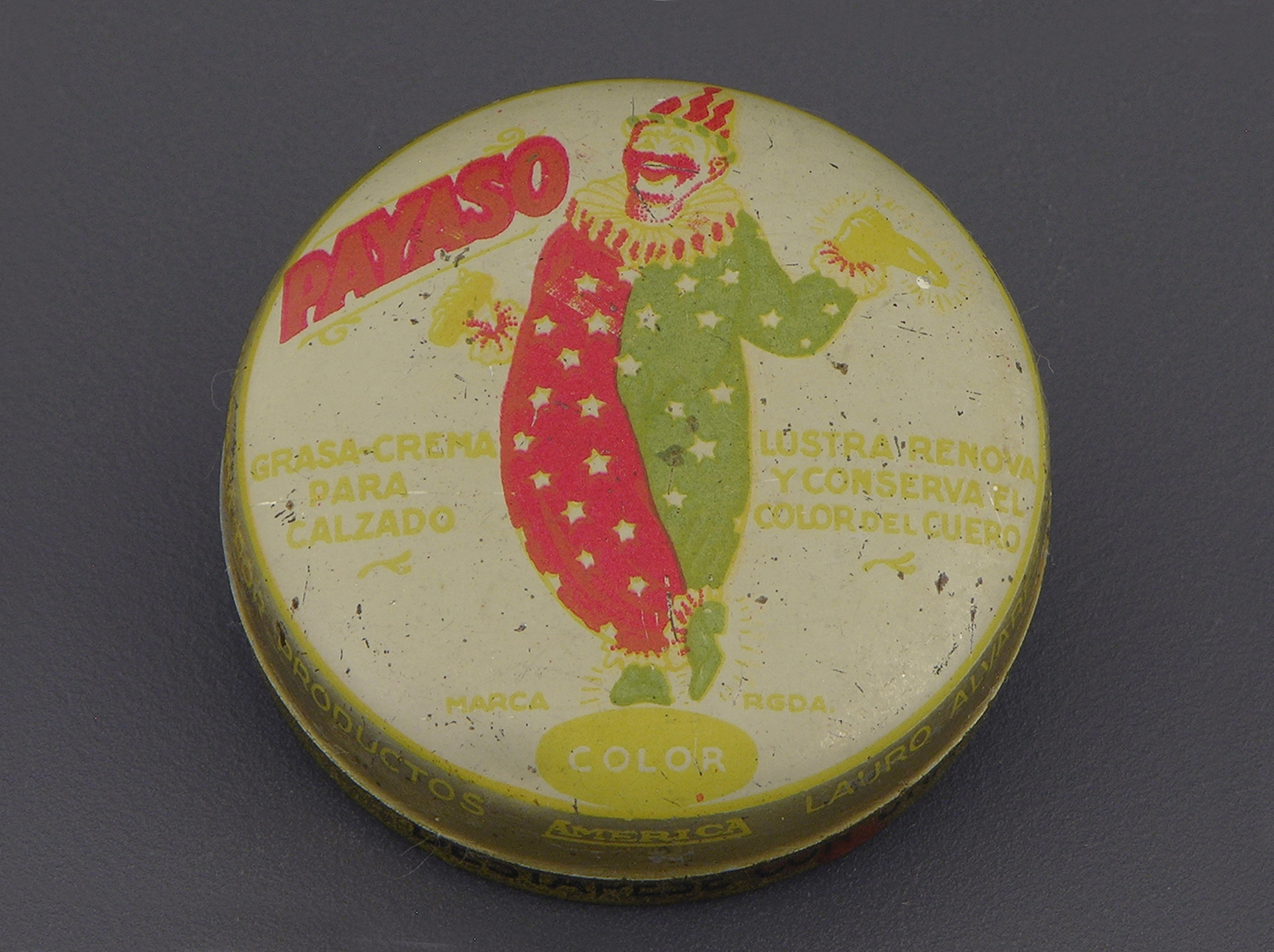
ملمع أحذية ماركة Payaso (مهرج) من منتصف القرن العشرين في المكسيك، وهو جزء من المجموعة الدائمة لمتحف Museo del Objeto del Objeto.

سمحت تحسينات تصنيع الأحذية في منتصف القرن التاسع عشر للمصانع بإنتاج أعداد كبيرة من الأحذية المصنوعة من الجلد، والمواد الاصطناعية فيما بعد. استمرت هذه الزيادة في إنتاج الأحذية الجلدية بشكل جيد في القرن العشرين وأدت إلى زيادة في عدد متاجر التجزئة للأحذية في العالم الصناعي، وبالتالي دعوة مستهلكي الأحذية لتلميع الأحذية.
كان ملمع الأحذية موجودًا في كل مكان تقريبًا تغامر به قوات الحلفاء. كتب مراسل الحرب الأمريكي والتر جريبر لمجلة TIME من خنادق طبرق في عام 1942 أن «علب قديمة من ورنيش الكيوي البريطاني الصنع موضوعة جنبًا إلى جنب مع زجاجات فارغة من شيانتي» قصة تشير إلى ارتفاع الأهمية العالمية لتلميع الأحذية يرويها جان (جيرترود) ويليامز، وهو مواطن نيوزيلندي عاش في اليابان خلال احتلال الحلفاء بعد الحرب العالمية الثانية مباشرة. ثم وجد الجنود الأمريكيون أن أحذيتهم وأحذيتهم الباهتة تشكل عائقاً عند محاولتهم كسب مشاعر النساء اليابانيات. تم إنتاج الأحذية العسكرية الأمريكية في ذلك الوقت من الجلد البني مع الجانب الخشن للخارج.
عندما وصلت قوات احتلال الكومنولث البريطانية إلى اليابان - وكلها بأحذية مصقولة بدرجة غير معروفة في القوات الأمريكية - كان الجنود الأمريكيون أكثر وعيًا من أي وقت مضى. تم العثور على السر ليس فقط في البصق والتلميع، ولكن في تلميع الأحذية الأسترالي المتفوق، وهو سلعة سرعان ما تم تبادلها مع الأمريكيين على أساس متقلب من العديد من علب السجائر لعلبة واحدة من تلميع حذاء كيوي.
واصل الجنود العائدون من الحرب استخدام المنتج، مما أدى إلى زيادة شعبيته. بينما كان ملمع أحذية كيوي هو ما أطلق عليه مؤرخ الأعمال ألفريد دي تشاندلر الابن «المحرك الأول»، لم تفتح شركة كيوي مصنعًا في الولايات المتحدة إلا بعد الحرب العالمية الثانية. قبل ذلك، عملت شركة Cavalier Shoe Polish، التي أسسها James Lobell، في الولايات المتحدة منذ عام 1913. كان نموذج المبيعات الخاص بـ Cavalier polish هو جعل محترفي الأحذية يبيعون ملمع الأحذية الراقي من Cavalier للجمهور الذي يشتري الأحذية. بعد سنوات قليلة من الحرب العالمية الثانية، افتتحت شركة Kiwi مصنعًا في فيلادلفيا لتصنيع تلميع الأحذية باللون الأسود والبني والمحايد في علب. اشترى Kiwi شركة Cavalier في عام 1961، واستمر في تصنيع المنتجات تحت الاسم حتى عام 2000.

### العصر الحديث
منتجات تلميع الأحذية هي سلع منخفضة القيمة يتم شراؤها بشكل غير منتظم، حيث يمكن أن تدوم قطعة واحدة عدة أشهر حتى بالنسبة إلى المستخدم الأكثر تكرارًا. طلب المستهلك غير مرن وغير حساس إلى حد كبير لتغير الأسعار، في حين أن أحجام المبيعات منخفضة بشكل عام. في سوق تلميع الأحذية ككل، يتم احتساب حوالي 26٪ من المبيعات عن طريق المعاجين، و24٪ بالكريمات، و23٪ بالبخاخات، و13٪ بالسوائل. في السنوات الأخيرة، كان الطلب على منتجات تلميع الأحذية ثابتًا أو متراجعًا؛ أحد الأسباب هو الاستبدال التدريجي للأحذية الرسمية بأحذية رياضية للاستخدام اليومي.
هناك العديد من المنتجات ذات العلامات التجارية المتاحة، بالإضافة إلى ماركات المتاجر العامة. هناك مجالان رئيسيان لمبيعات تلميع الأحذية: لعامة الناس والمتخصصين والتجارة، مثل مصلحي الأحذية والإسكافيون. نسب المبيعات بين المنفذين قابلة للمقارنة تقريبًا. يتم إنتاج أفضل العلامات التجارية مبيعًا ومنخفضة التكلفة بواسطة هذه الشركات: Kiwi وGriffin وTana وJohnson وReckitt & Colman. يتم بيع ما يقرب من 60 مليون وحدة سنويًا. تشمل العلامات التجارية الرائدة الأخرى كيليز وشينولا ولينكولن لتلميع الأحذية وميلتونيان وأنجيلوس وولي وسالاماندر وكولونيل وتشيري بلوسوم.
تم شراء Kiwi من قبل الشركة الأمريكية Sara Lee بعد شرائها Reckitt and Colman في عام 1991 وKnomark بعلامتها التجارية Esquire Shoe Polish في عام 1987. قضت لجنة التجارة الفيدرالية بأن سارة لي اضطرت إلى سحب ملكيتها لهذه الشركات في عام 1994 لمنعها من أن تصبح احتكارًا. منذ صدور هذا القرار، مُنعت سارة لي من الحصول على أي أصول أو شركات أخرى مرتبطة بمنتجات العناية بالأحذية الكيميائية في الولايات المتحدة دون موافقة مسبقة. حققت لجنة المنافسة في المملكة المتحدة في إمكانية احتكار سارة لي لصناعة العناية بالأحذية.
في السنوات الأخيرة، كان هناك ارتفاع في شعبية ملمعات الأحذية الراقية، مثل Saphir الذي صنعه Avel وBoot Black الذي صنعه كولومبوس.

## معرض الصور

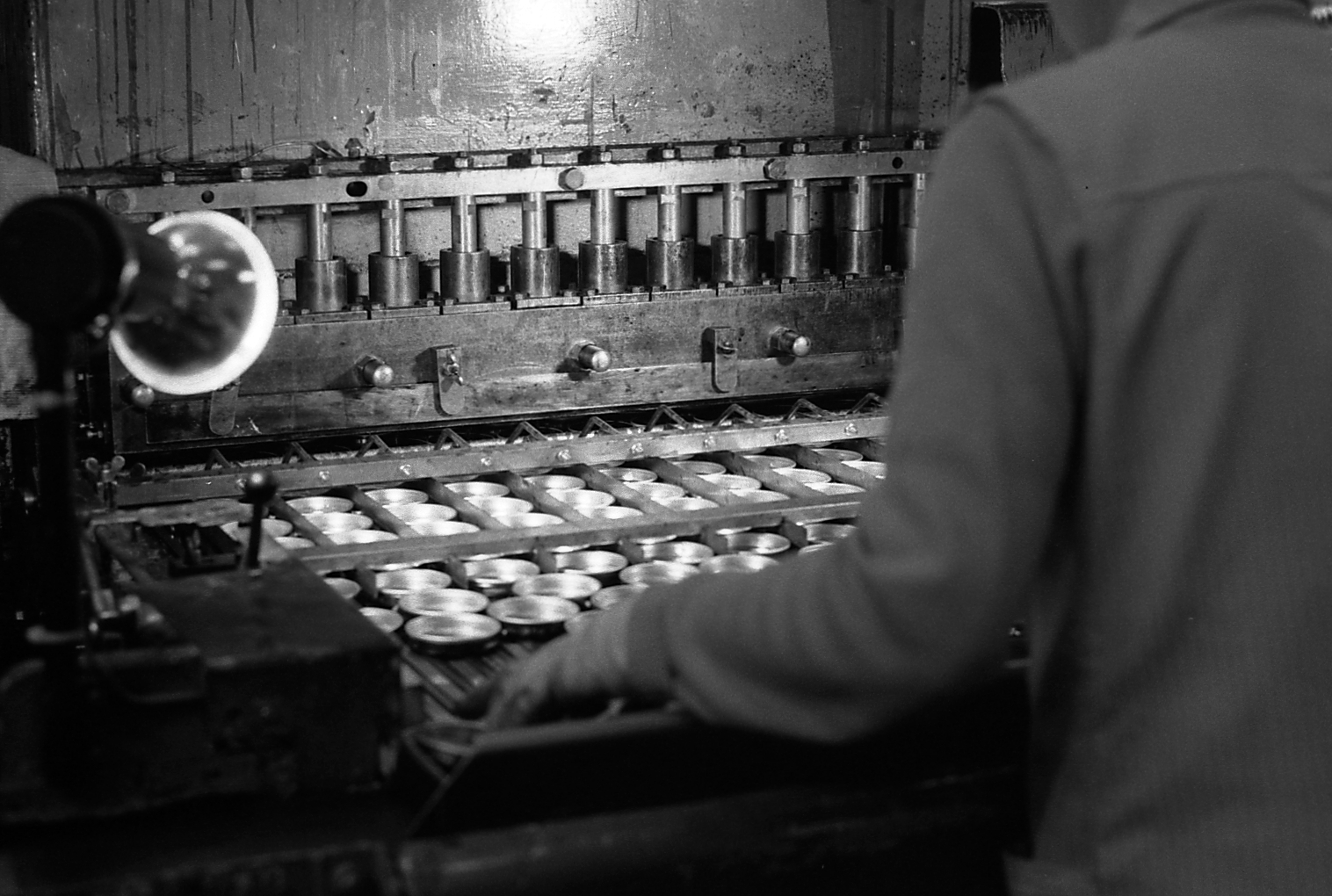
آلة تعليب تلميع الأحذية KIWI في عام 1972 - يتم تحميل علب فارغة
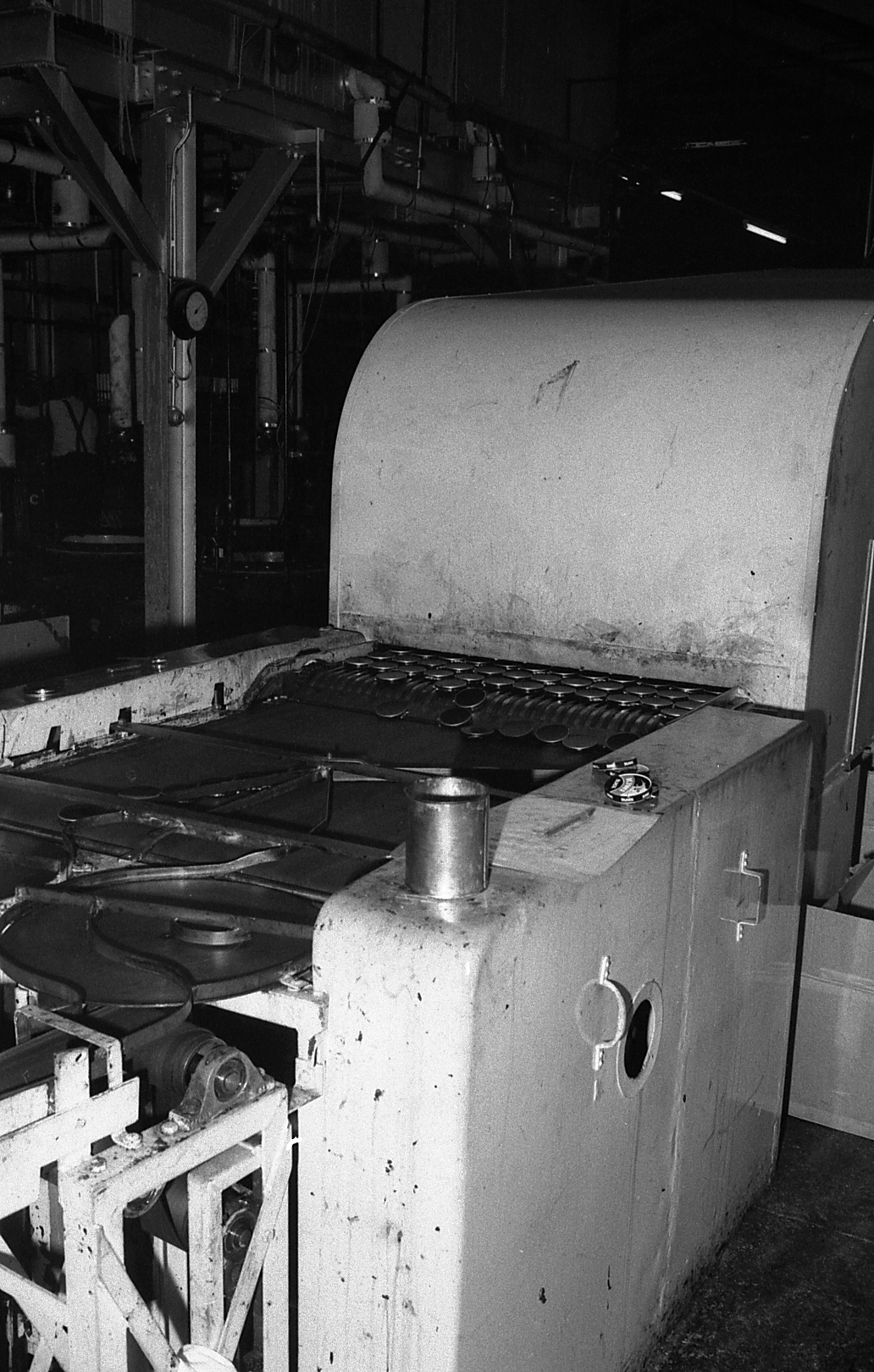
علب ممتلئة من الآلة
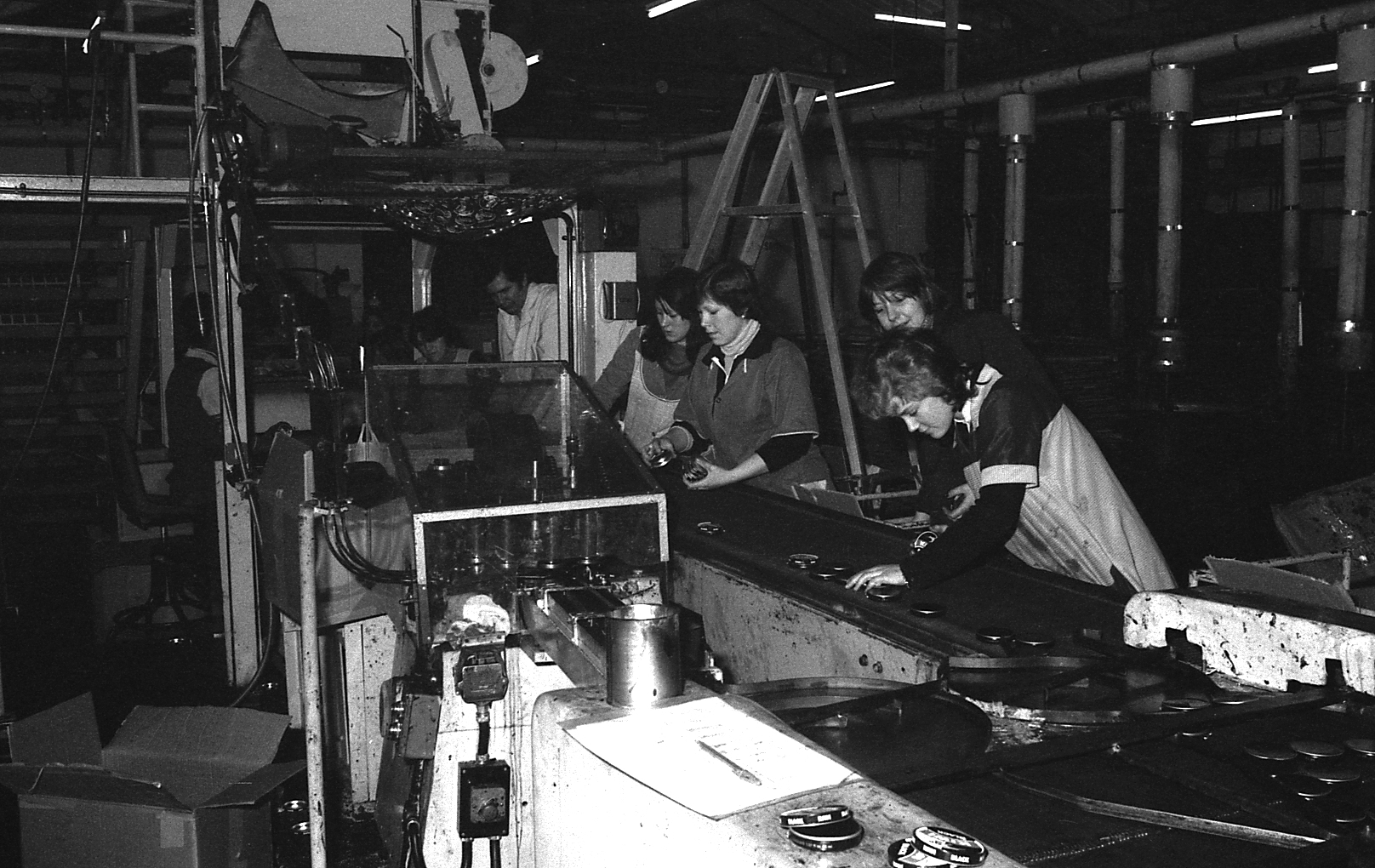
الأغطية تركيب الموظفين باليد
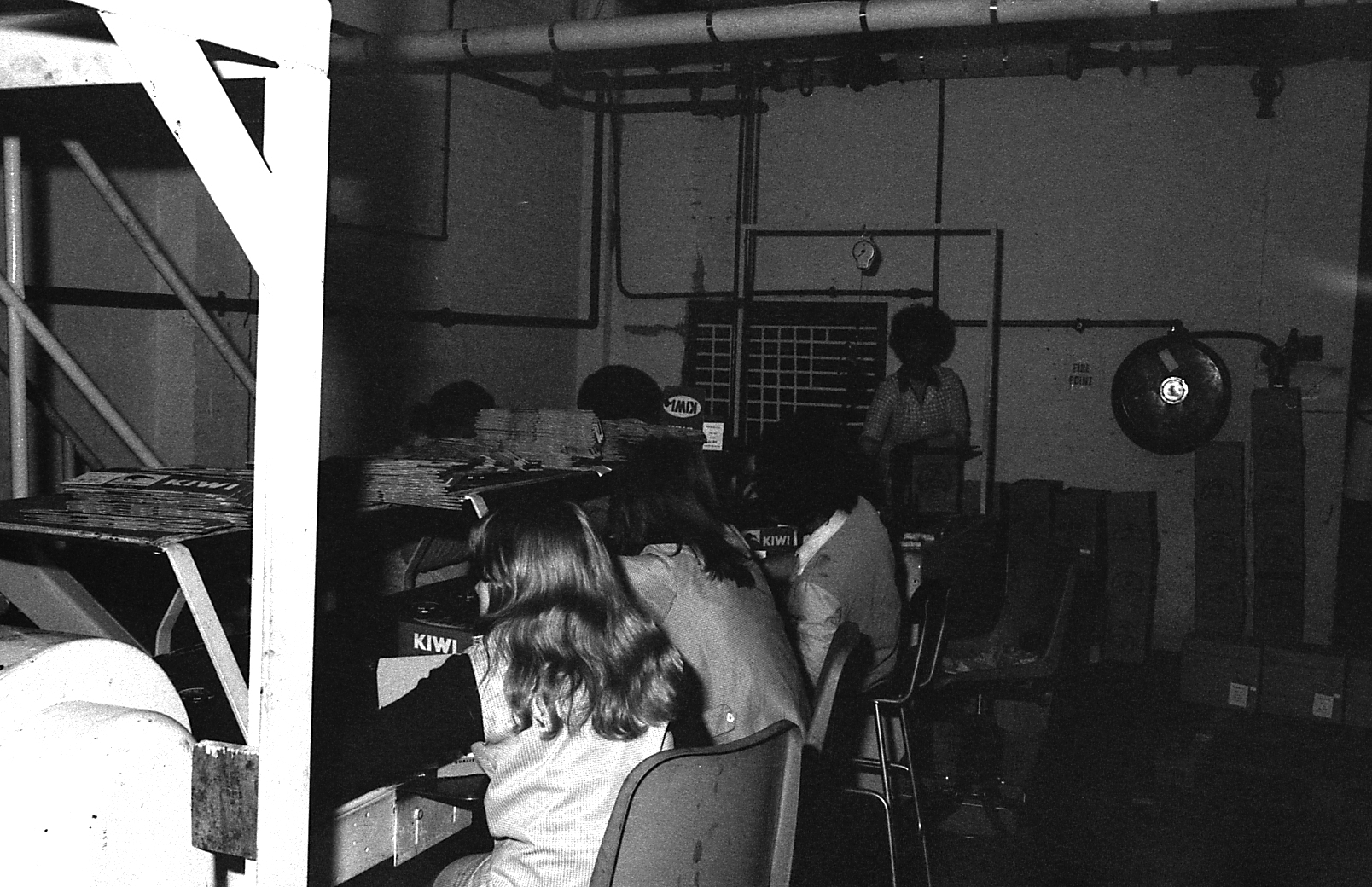
يقوم الموظفون بتعبئة العلب في الصناديق
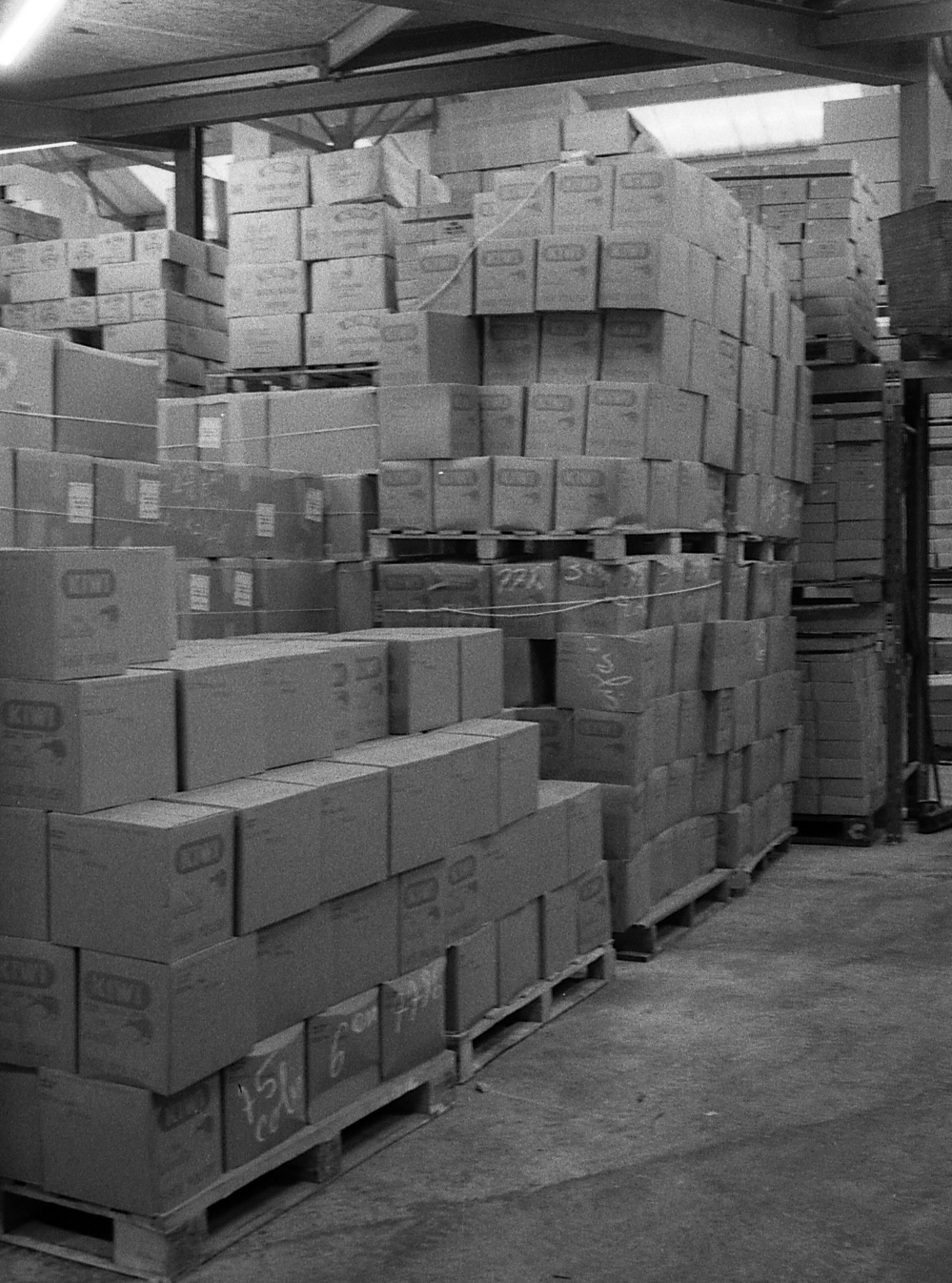
1972، KIWI Shoe Polish Warehouse Storage، في K&M Candle & shoes Polish Factory، Brockholes، غرب يوركشير

## طريقة الاستعمال

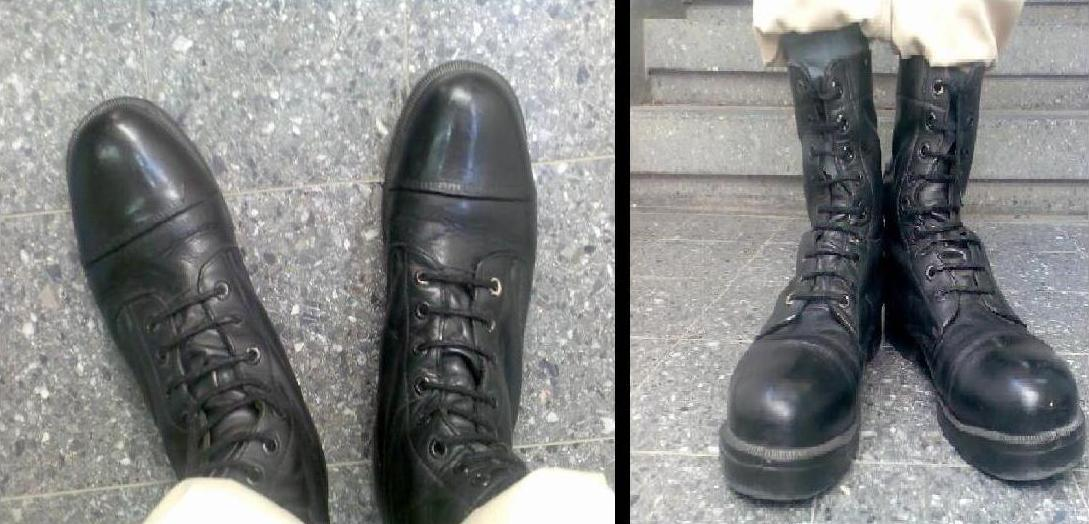
أحذية لامعة بشكل جيد

يتم تطبيق تلميع الأحذية للحذاء باستخدام قطعة قماش، قماش، فرشاة، أو مع الأصابع العارية. ملمع الأحذية ليس منتج تنظيف: إنه مناسب للأحذية النظيفة والجافة. عادةً ما يؤدي إجراء فرك قوي لتطبيق المُلمع بالتساوي على الحذاء، متبوعًا بمزيد من التلميع بقطعة قماش أو فرشاة جافة ونظيفة، إلى نتائج جيدة. تقنية أخرى، تُعرف باسم تلميع البصق أو تلميع الثور، تتضمن فرك التلميع برفق على الجلد بقطعة قماش وقطرة من الماء أو البصق. يحقق هذا الإجراء لمسة نهائية شديدة اللمعان تشبه المرآة تُعرف أحيانًا باسم اللمعان أو الثور والتي تحظى بتقدير خاص في المنظمات العسكرية. على الرغم من المصطلح، فإن اللعاب أقل شيوعًا في استخدامه كوسيلة أو مخفف بالورنيش من الماء. يمكن استخدام مواد التلميع التي تحتوي على شمع كرنوبا كطبقة واقية لإطالة عمر الحذاء الجلدي ومظهره.
يمكن شراء ملمع الأحذية وهو منقوع مسبقًا في إسفنجة صلبة، والتي يمكن استخدامها لتلميع الجلد دون الحاجة إلى وضع أي ملمع إضافي على الجلد أو الإسفنج. هذا هو المعروف عادة باسم قضيب.

## منتجات ذات صلة
ترتبط العديد من المنتجات ارتباطًا وثيقًا بتلميع الأحذية، ولكن لا يتم النظر فيها بشكل صارم على هذا النحو. يمكن استخدام منتجات كيميائية أخرى لتنظيف الأحذية ولمعانها - وخاصة مبيضات الأحذية البيضاء، ومجموعة متنوعة من البخاخات والبخاخات لتنظيف الأحذية المصنوعة من جلد الغزال والعزل المائي. يمكن أيضًا استخدام قشر الموز لتلميع الأحذية بشكل فعال، ولكن لا ينصح بذلك.
على الرغم من أن ملمع الأحذية مخصص بشكل أساسي للأحذية الجلدية، إلا أن بعض العلامات التجارية تحدد أنه يمكن استخدامه مع المواد غير المسامية، مثل الفينيل. يكون المُلمع بشكل عام هو نفس لون الأحذية التي سيتم استخدامه عليها، أو قد يكون محايدًا، ويفتقر إلى أي عوامل تلوين.

## اعتبارات السلامة والبيئة
يعتبر تلميع الأحذية سوقًا متخصصًا بحيث يكون تأثيره البيئي ضئيلًا. تبخر المذيبات هي إحدى القضايا. تمت إزالة الأصباغ والأصباغ ذات «الملامح المسببة للسرطان الشديدة» من معظم التركيبات.